# Rías Baixas

Rías Baixas

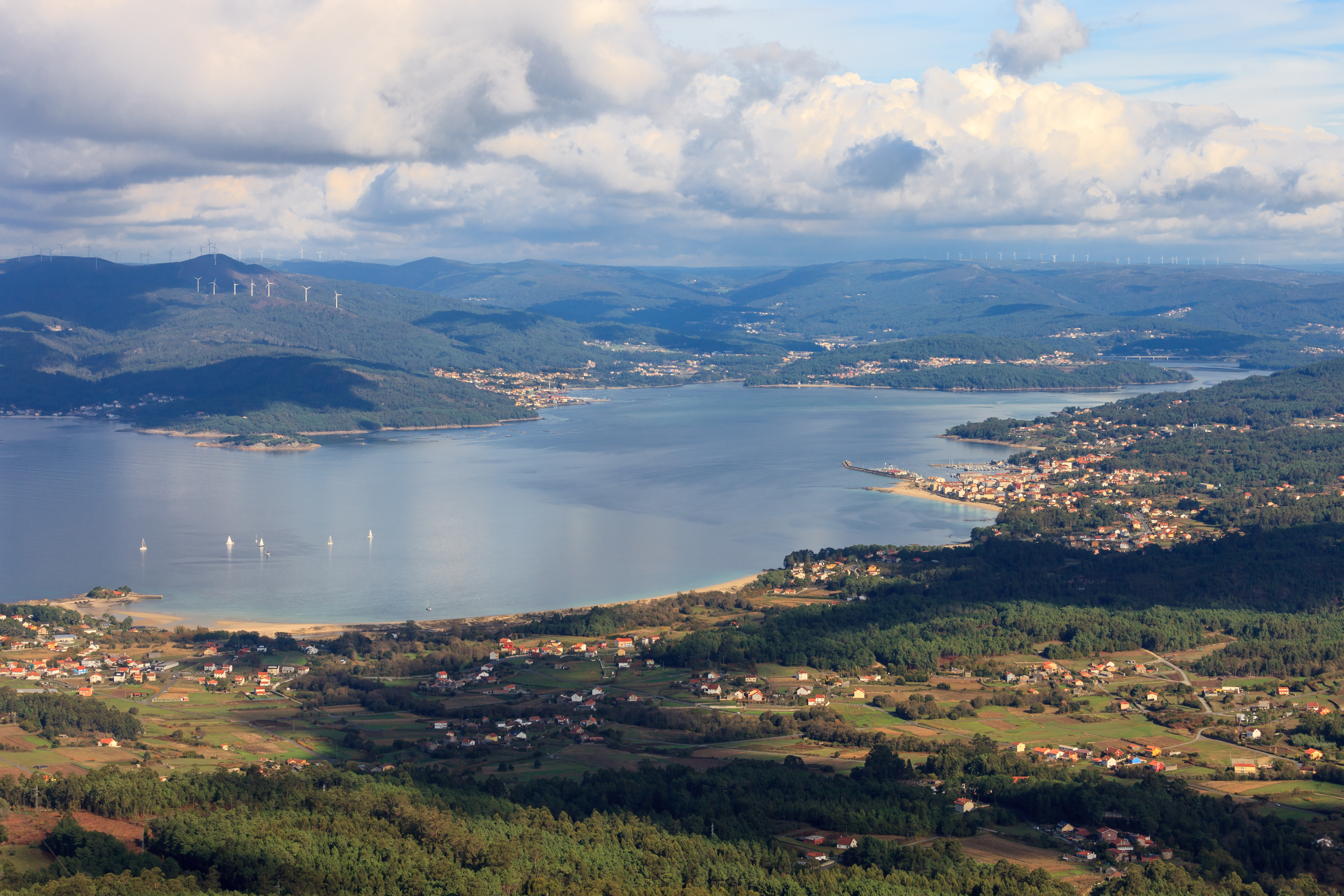
Ría de Muros e Noia

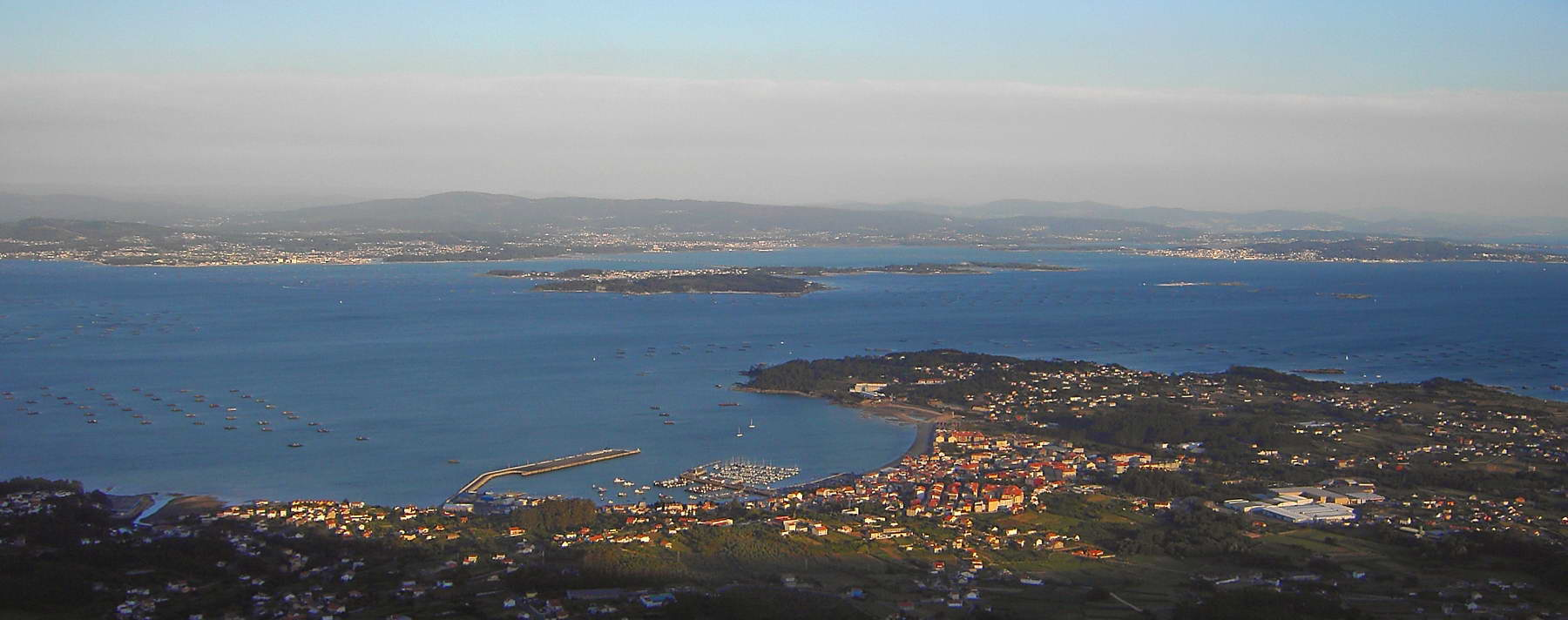
Ría de Arousa mit Muschelflößen

Rías Baixas (= „Untere Rías“, spanisch Rías Bajas) ist die Sammelbezeichnung für vier schmale, tief ins Land reichende Meeresbuchten im Westen der spanischen Autonomen Region Galicien, die nach dem Ende der Eiszeit aus überfluteten Flusstälern hervorgegangen sind.

## Geografie

### Ausdehnung
Die Rías Baixas reichen vom Kap Finisterre (galizisch Cabo Fisterra) bis zur portugiesischen Grenze. Im Gegensatz zu den Rías Altas (= „Obere Rías“) im nördlichen Galicien weisen die Meeresbuchten der Rías Baixas flachere Küstenverläufe und geringere Meerestiefen auf.
Die Rías Baixas bestehen von Norden nach Süden aus der Ría de Muros e Noia (Río Tambre), der Ría de Arousa (Río Ulla), der Ría de Pontevedra (Río Lérez) und der Ría de Vigo (Río Verdugo). Die größte Ría ist die Ría de Arousa mit einer Länge von 37 km und einer Tiefe von maximal 69 m.

### Klima
Die Westküste Galiziens gehört zu den regenreichsten Regionen Europas (ca. 1500 bis 2200 mm/Jahr). Dennoch gibt es auch hier warme Tage, die zum Baden etc. einladen.

## Orte
Bedeutendste Städte in den Rías Baixas sind Noia (ca. 15.000), Vilagarcía de Arousa (ca. 40.000), Pontevedra (ca. 85.000) und Vigo (ca. 300.000).

## Wirtschaft

### Muschelzucht
Die Rías Baixas eignen sich auf Grund ihrer natürlichen Charakteristik in hohem Maße für Hafenanlagen und die Aufzucht von Miesmuscheln an charakteristischen Holzflößen, von denen es in den Rías Baixas etwa 3300 gibt.

### Weinbau
Rías Baixas ist darüber hinaus die Bezeichnung für ein immer beliebter werdendes Weinbaugebiet in diesem Teil Galiciens. Es gibt etwa 180 Weinkellereien (bodegas) in der Region; der typische Wein ist der Albariño.